# Japanische Badmintonmeisterschaft 1948
Die Japanische Badmintonmeisterschaft 1948 war die zweite Austragung der nationalen Titelkämpfe im Badminton in Japan. Sie fand in Yokohama statt.	

## Titelträger
| Disziplin    | Sieger                        |
| ------------ | ----------------------------- |
| Herreneinzel | Junichi Oka                   |
| Dameneinzel  | Toyoko Yoshida                |
| Herrendoppel | Toshihide Hirota Mitsuo Fujii |
| Damendoppel  | Taki Nakamura Chieko Kawamata |
| Mixed        | E. Emeri Chieko Kawamata      |